# كسوف الشمس

رسم توضيحي لحدوث الكسوف الكلي للشمس.

كسوف الشمس( solar eclipse) هو نوع من الكسوف يحدث عندما تكون الأرض والقمر والشمس على استقامة واحدة تقريبا ويكون القمر في المنتصف أي في وقت ولادة القمر الجديد عندما يكون في طور المحاق مطلع الشهر القمري بحيث يلقي القمر ظله على الأرض وفي هذه الحالة إذا كنا في مكان ملائم لمشاهدة الكسوف سنرى قرص القمر المظلم يعبر قرص الشمس المضئ.

الكسوف الكلي للشمس.

وبالرغم من أن القمر يتواجد مرة كل مطلع شهر قمري بين الشمس والأرض أي يمكن للقمر أن يكون في طور المحاق ولكنه أبعد من أن يصل ظله إلى الأرض فلا يحدث الكسوف حينها وكذلك قد يكون القمر في طور البدر وبعيدًا في مداره عن الأرض بحيث لا يحدث الخسوف ويعود هذا إلى المدلر الإهليجي للقمر حول الأرض وميل مدار القمر حول الأرض على المستوى الكسوفي بزاوية 5 درجات بحيث لا تتواجد الأجرام الثلاثة على مستقيم واحد بالضرورة مطلع ومنتصف كل شهر.
ويتقاطع مدار القمر في دورانه حول الأرض مع المستوى الكسوفي في موضعين يسميان العقدة الصاعدة والعقدة النازلة فلو كان مستوى مدار القمر حول الأرض منطبقا على المستوى الكسوفي لحصل كسوف نهاية كل شهر قمري بالضرورة ولحدث خسوف قمري منتصف كل شهر قمري لكن ظل القمر لا يسقط على الأرض إلا عندما يكون القمر في إحدى عقدتيه أو قريبا منهما لافتا إلى أن فترة الكسوف ترتبط بفارق الحجمين الظاهرين للشمس والقمر، بحيث تحدث أطول فترة للكسوف الكلي عندما يكون القمر في الحضيض (أقرب ما يكون إلى الأرض) وتكون الأرض في الأوج (أبعد ما تكون عن الشمس). بشكل عام قد تستمر عملية الكسوف الكلي من بدايتها إلى نهايتها قرابة الثلاث ساعات ونصف. أما مرحلة الكسوف الكلي (أي استتار قرص الشمس بشكل كامل) فهي تتراوح من دقيقتين إلى سبع دقائق في أحسن الأحوال، ويعود السبب إلى أن قطر بقعة ظل القمر على الأرض لا يصل في أحسن الأحوال لأكثر من 270 كيلومتر، وبما أن سرعة حركة ظل القمر على الأرض تبلغ قرابة 2100 كيلومتر في الساعة فان المسافة 270 كم تقطع خلال مدة تقارب السبع دقائق. لهذا لا تدوم مدة الكسوف الكلي أكثر من هذه المدة أبدا.
يمكن أن يؤدي النظر نحو الشمس بصورة مباشرة إلى أذية دائمة للعينين أو الإصابة بالعمى، لذلك تُستخدم تقنيات خاصة لحماية العينين أو اتباع أساليب غير مباشرة عند مشاهدة الكسوف الشمسي. من الآمن بمكان مشاهدة الطور الكلي (لحظة اكتمال حجب القرص الشمسي) للكسوف الكلي للشمس بالعين دون استخدام وسيلة حماية؛ إلّا أن هذه الممارسة خطيرة إلى حد كبير، والسبب يكمن في عدم قدرة معظم الناس على التعرف على أطوار الكسوف الكلي والذي قد يستمر لأكثر من ساعتين في حين أن الطور الكلي (لحظة حجب القرص الشمسي) لا تتعدى زمناً أقصاه 7.5 دقيقة في أي مكان يقع فيه الكسوف الكلي. وقد يسعى بعض الهواة المولعون بالكسوف إلى السفر إلى مواقع نائية حول العالم بغية مشاهدة أو رصد حوادث كسوف الشمس المركزية المتوقعة.

## مخاطر النظر إلى الشمس أثناء الكسوف
الإشعاع الشمسي الوارد إلى الأرض يتضمن ثلاثة أنواع من الاشعة الكهرومغناطيسية التي تشكل خطراً على عين الإنسان وهي:
1. الاشعة الضوئية: تتسبب هذه الاشعة عندما تكون كثافة الضوء عالية بأذية ضوئية كيميائية تدعى بالانسمام الضوئي حيث تتعطل قدرة الخلايا البصرية على الاستجابة للضوء.
2. الاشعة تحت الحمراء: تتسبب هذه الاشعة بتسخين الشبكية مسببة اذية حرارية تدعى التخثر الضوئي تتمثل بحرق الانسجة وتدمير الخلايا الحساسة للضوء/العصى والمخاريط/ ولايشعر الإنسان بهذا الضرر ذلك لأن الشبكية تخلو من مستقبلات الحرارة والالم.
3. الاشعة فوق البنفسجية: تسبب حروقا في الشبكية كما تسرع حدوث الانسمام الضوئي لان طاقتها أكبر بكثير من الاشعة الضوئية.

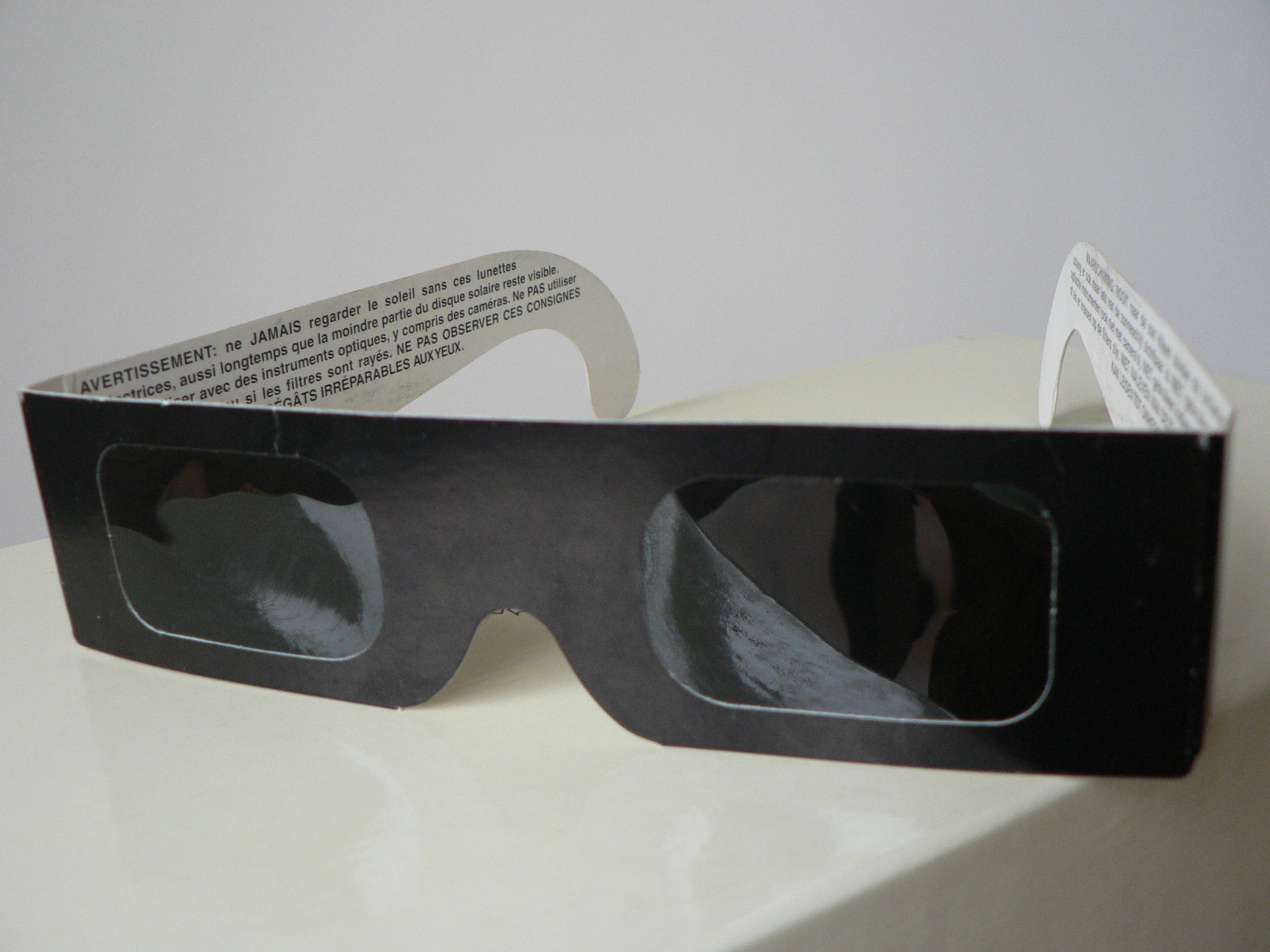
نظارة خاصة بالنظر لكسوف الشمس.

لا تصدر الشمس أثناء الكسوف أي إشعاعات مضرة بالعين غير تلك التي تطلقها عادة ونحن نعلم أن التحديق إلى الشمس في الأحوال العادية لمدة 15 ثانية على الأكثر كفيل بالتسبب بالعمى لكن خطورة الكسوف تأتى من فارق أن الشمس غير المكسوفة تصدر كميات كبيرة من الاشعة الضوئية ما يؤدى إلى تضيق حدقة العين لأقصى حد ممكن وبالتالى عدم السماح للاشعة المضرة بالعبور إلى الشبكية اما أثناء الكسوف فان كمية الاشعة الضوئية الصادرة عن الشمس تقل بشكل ملحوظ بسبب استتار جزء من قرص الشمس – هذه المرة ستكون النسبة 20 بالمئة – وهذا ما يجعل حدقة العين تتوسع بشكل كبير فإذا ما كانت العين مركزة على الشمس مباشرة نفذت كمية كبيرة من الاشعة الضارة نحو الشبكية وسبب لها أذية مؤقتة أو دائمة وقد لا تظهر الاذية مباشرة بعد المراقبة ليتأخر ظهورها بضع ساعات أو أكثر أحيانا وتتمثل الاذية بعمى دائم في العين وباضطراب في الرؤية وضعف في قوة الابصار.

## أنواع الكسوف

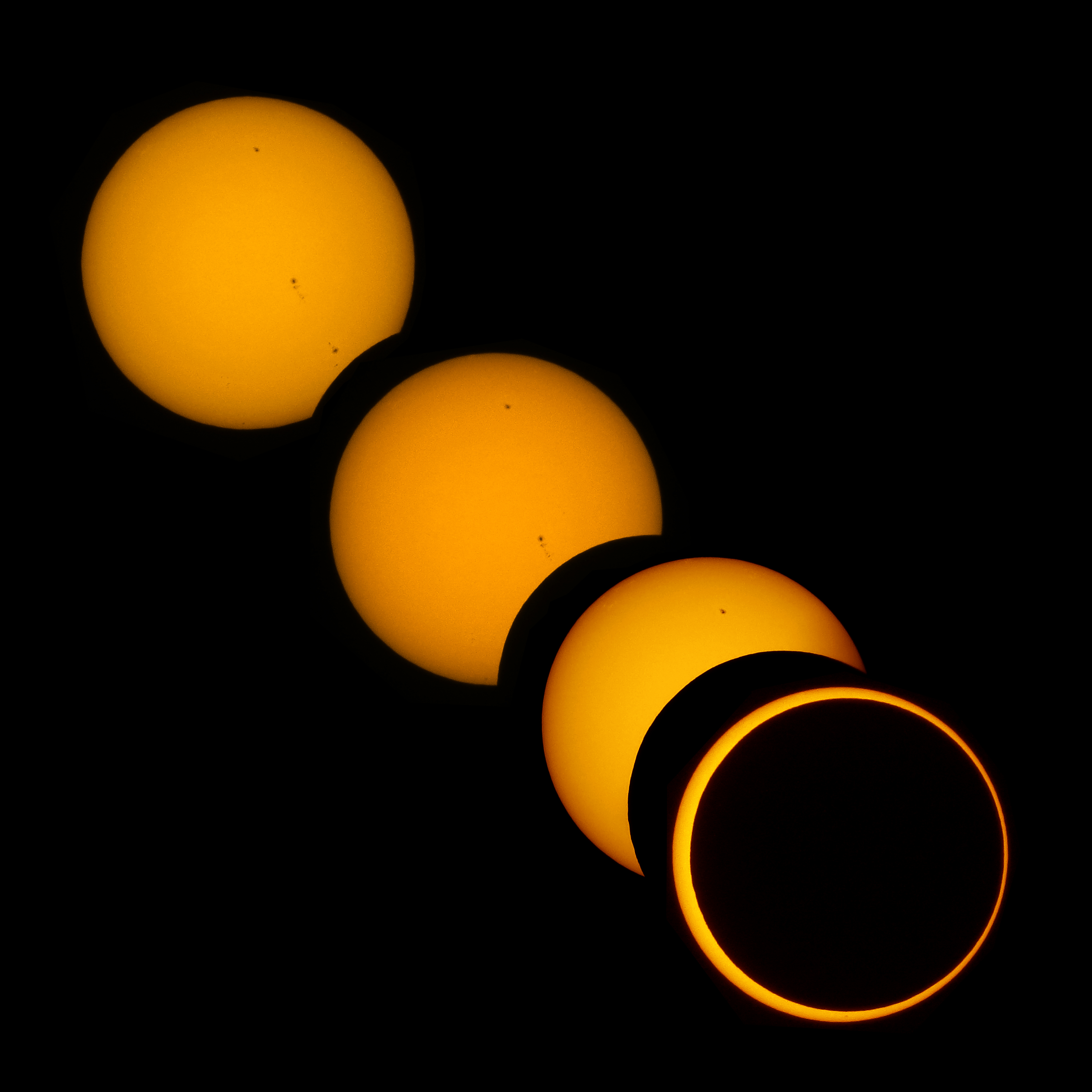
مراحل الكسوف الحلقي والجزئي كما ظهرت في 20 مايو 2012

### كسوف كلي
الكسوف الكلي (بالإنجليزية: Total eclipse) ويحدث عندما يصل ظل القمر إلى سطح الأرض وفي هذه الحالة ينكسف كامل قرص الشمس. وعندها تظهر الحلقة ماسية ويحدث الكسوف الكلي في مناطق التقاء رأس مخروط ظل القمر بالأرض. ويتخذ الكسوف الكلي مساراً محدداً بسبب حركة الأرض والقمر. وينبغى الإنتباه ان مسار الكسوف الكلي يكون محدود في حين ان بعض المناطق الأخرى يظهر لها كسوف جزئي اثناء حدوث الكسوف الكلي. وتختلف قيمة الكسوف حسب البعد عن منطقة السواد الكامل (Totality).

### كسوف حلقي
الكسوف الحلقي أو الخاتميّ (بالإنجليزية: Annular eclipse) ويحدث عندما يكون القمر في نقطة بعيدة ما عن الأرض (لأن مسار القمر حول الأرض بيضاوي) فيكون قرص القمر أصغر من أن يحجب كامل قرص الشمس، وفي هذه الحالة لايصل رأس مخروط ظل القمر إلى سطح الأرض، فينكسف قرص الشمس من الوسط في المناطق التي تقع في امتداد مخروط الظلّ وقد تصل فترة حلقتيه إلى اثنتى عشرة دقيقة وثلاثين ثانية وذلك بسبب المسافة الأكبر التي يجب على قرص القمر الصغير ان يقطعها.

### كسوف هجين
الكسوف الهجين (بالإنجليزية: hybrid eclipse) هو ما بين الكسوف الكلي والكسوف الحلقي إذا شوهد هذا الكسوف كامل في نقطة وحلقي في أخرى فيعتبر هجين، أي خليط النوعين. كما أن هذا الكسوف نادر جداً. ويحدث هذا الكسوف بسبب انحناء سطح الأرض فيكون القمر بعيد عن نقطة بداية الكسوف فيظهر انه حلقي لكن في مدار القمر يصبح اقرب عند بعض النقاط فيتحول الى كسوف كلي في مسار نقطة السواد الكامل (Totality). وهذه تعتبر مصادفة نادرة الحصول.
يحدث الخسوف الهجين عندما يتغير حجم الكسوف أثناء الحدث من أقل إلى أكبر من واحد، لذلك يبدو أن الكسوف كليًا في مواقع قريبة من نقطة المنتصف، وحلقيًا في مواقع أخرى قريبة من البداية والنهاية، نظرًا لأن جوانب الخسوف الأرض بعيدة قليلاً عن القمر. هذه الكسوفات ضيقة للغاية في عرض مسارها وقصيرة نسبيًا في مدتها في أي نقطة مقارنة بالكسوف الكلي الكامل ؛ إجمالي الكسوف الهجين 20 أبريل 2023 هو أكثر من دقيقة في المدة في نقاط مختلفة على طول مسار الكلي. مثل النقطة المحورية، يكون عرض ومدة الإجمالي والحلقة بالقرب من الصفر في النقاط التي تحدث فيها التغييرات بين الاثنين.

### كسوف جزئي
الكسوف الجزئي (بالإنجليزية: Partial eclipse) ويحدث في المناطق التي يسقط فيها شبه ظل القمر على سطح الأرض. وشبه ظل القمر في هذه الحالة هي المنطقة التي لا يرى كامل قرص الشمس منها أي أن قرص الشمس لن يشاهد كاملاً من هذه المناطق. وتزداد نسبة الكسوف الجزئي عند الاقتراب من منطقة (مسار) الكسوف الكلي. وفي هذه الحالة ينكسف جزء من قرص الشمس

مقارنة بين الحد الأدنى والحد الأقصى للأحجام الظاهرة للشمس والقمر (والكواكب). يمكن أن يحدث الخسوف الحلقي عندما يكون للشمس حجم ظاهر أكبر من القمر ، بينما يمكن أن يحدث الكسوف الكلي عندما يكون للقمر حجم ظاهر أكبر.

تبلغ مسافة الشمس من الأرض حوالي 400 ضعف مسافة القمر، وقطر الشمس حوالي 400 مرة قطر القمر. نظرًا لأن هذه النسب متماثلة تقريبًا، يبدو أن الشمس والقمر كما تراهما من الأرض لهما نفس الحجم تقريبًا: حوالي 0.5 درجة من القوس في القياس الزاوي.
فئة منفصلة من كسوف الشمس هي تلك التي يحجبها جسم آخر غير قمر الأرض، كما يمكن ملاحظته في نقاط في الفضاء بعيدة عن سطح الأرض. هناك مثالان على ذلك عندما لاحظ طاقم أبولو 12 كسوف الأرض للشمس في عام 1969 وعندما لاحظ مسبار كاسيني أن زحل يحجب الشمس في عام 2006.
مدار القمر حول الأرض بيضاوي الشكل قليلاً، كما هو الحال مع مدار الأرض حول الشمس. لذلك تختلف الأحجام الظاهرة للشمس والقمر.  و حجم الكسوف هو نسبة لحجم واضح من القمر إلى الحجم الظاهري للشمس خلال الكسوف. يمكن أن يكون الخسوف الذي يحدث عندما يكون القمر بالقرب من أقرب مسافة له من الأرض ( أي بالقرب من نقطة المدار ) خسوفًا كليًا لأن القمر سيبدو كبيرًا بما يكفي لتغطية قرص الشمس الساطع أو الفوتوسفير بالكامل؛ حجم الكسوف الكلي أكبر من أو يساوي 1.000. على العكس من ذلك، يحدث الكسوف عندما يكون القمر بالقرب من أبعد مسافة له عن الأرض ( أي،بالقرب من أوجها ) يمكن أن يكون خسوفًا حلقيًا فقط لأن القمر سيبدو أصغر قليلاً من الشمس ؛ حجم الخسوف الحلقي أقل من 1.
نظرًا لأن مدار الأرض حول الشمس هو أيضًا بيضاوي الشكل، فإن مسافة الأرض من الشمس تختلف بالمثل على مدار العام. يؤثر هذا على الحجم الظاهر للشمس بنفس الطريقة، ولكن ليس بقدر المسافة المتغيرة للقمر من الأرض. عندما تقترب الأرض من أبعد مسافة لها عن الشمس في أوائل يوليو، فمن المرجح إلى حد ما حدوث كسوف كلي، بينما تفضل الظروف حدوث كسوف حلقي عندما تقترب الأرض من أقرب مسافة لها من الشمس في أوائل يناير.

### مصطلحات الكسوف المركزي

يُظهر كل رمز العرض من مركز البقعة السوداء الخاصة به ، والذي يمثل القمر (وليس مقياسًا)

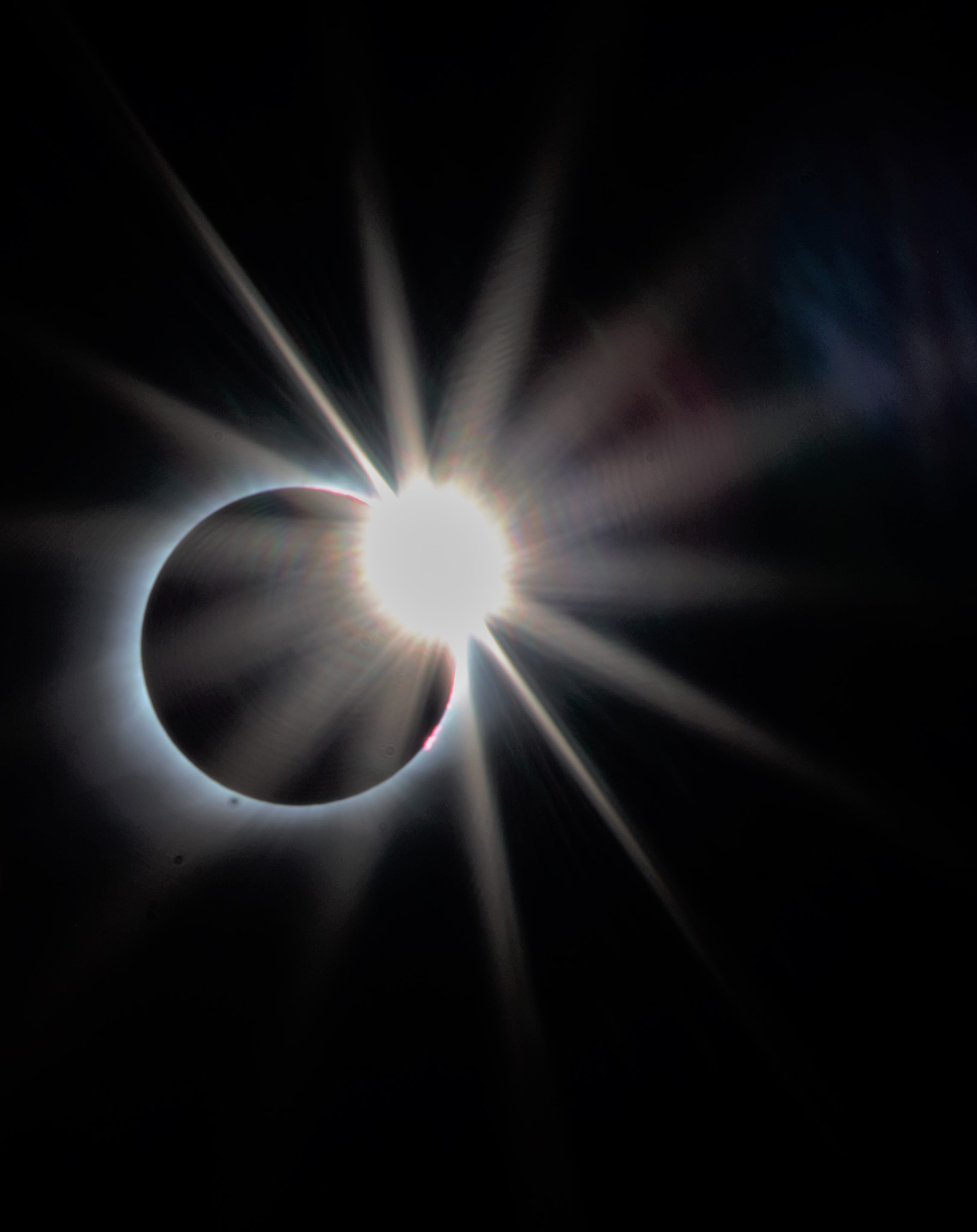
تأثير حلقة الماس عند جهة الاتصال الثالثة - نهاية الكلية - مع بروزات مرئية

غالبًا ما يستخدم الكسوف المركزي كمصطلح عام للكسوف الكلي أو الحلقي أو الهجين. ومع ذلك، هذا ليس صحيحًا تمامًا: تعريف الكسوف المركزي هو خسوف يلامس خلاله الخط المركزي من الظل سطح الأرض. من الممكن، على الرغم من ندرته الشديدة، أن يتقاطع هذا الجزء من الظل مع الأرض (مما يؤدي إلى حدوث كسوف حلقي أو كلي) ، ولكن ليس خطه المركزي. ثم يسمى هذا الكسوف الكلي غير المركزي أو الكسوف الحلقي.  جاما (كسوف) هو مقياس لمدى مركزية ضربات الظل. كان آخر كسوف شمسي غير مركزي (حتى الآن) في 29 أبريل 2014 . كان هذا كسوفًا حلقيًا. سيكون كسوف الشمس الكلي غير المركزي القادم في 9 أبريل 2043 .
تسمى المراحل التي لوحظت خلال الكسوف الكلي:
- الاتصال الأول - عندما يكون طرف القمر (الحافة) مماسيًا تمامًا لطرف الشمس.
- التلامس الثاني - بدءًا من Baily's Beads (بسبب سطوع الضوء عبر الوديان على سطح القمر) وتأثير الحلقة الماسية . يتم تغطية القرص بالكامل تقريبًا.
- الكلية - يحجب القمر قرص الشمس بالكامل ولا يُرى سوى الإكليل الشمسي.
- الاتصال الثالث - عندما يصبح الضوء الساطع الأول مرئيًا ويبتعد ظل القمر عن المراقب. مرة أخرى يمكن ملاحظة خاتم الماس.
- الاتصال الرابع - عندما تتوقف الحافة الخلفية للقمر عن التداخل مع القرص الشمسي وينتهي الخسوف.

## التنبؤات

### الهندسة

هندسة كسوف كلي للشمس (وليس مقياس)

جزء من قرص الشمس مغطى ، ، عندما يتم تعويض الأقراص ذات الحجم نفسه بجزء من قطرها.

توضح المخططات الموجودة على الشمال محاذاة الشمس والقمر والأرض أثناء كسوف الشمس.
المنطقة الرمادية الداكنة بين القمر والأرض هي الظل، حيث يحجب القمر الشمس تمامًا. المنطقة الصغيرة التي يلامس فيها ظل الظل سطح الأرض هي المكان الذي يمكن فيه رؤية الكسوف الكلي. المنطقة الرمادية الفاتحة الأكبر هي شبه الظل، حيث يمكن رؤية كسوف جزئي. سوف يرى مراقب في منطقة الظلال، وهي منطقة الظل خلف الظلمة، كسوفًا حلقيًا .
على مدار القمر يميل حول الأرض في زاوية من أكثر من 5 فقط درجة إلى مستوى مدار الأرض حول الشمس (في مسار الشمس ). لهذا السبب، في وقت ظهور القمر الجديد، يمر القمر عادة إلى شمال أو جنوب الشمس. يمكن أن يحدث كسوف الشمس فقط عندما يحدث قمر جديد بالقرب من إحدى النقاط (المعروفة باسم العقد ) حيث يتقاطع مدار القمر مع دائرة الشمس.
كما هو مذكور أعلاه، فإن مدار القمر أيضًا بيضاوي الشكل .يمكن أن تختلف مسافة القمر عن الأرض بحوالي 6٪ عن متوسط قيمتها. لذلك فإن الحجم الظاهر للقمر يختلف باختلاف المسافة بينه وبين الأرض، وهذا التأثير هو الذي يؤدي إلى الاختلاف بين الكسوف الكلي والخسوف الحلقي. تختلف المسافة بين الأرض والشمس أيضًا خلال العام، ولكن هذا تأثير أقل. في المتوسط ، يبدو القمر أصغر قليلاً من الشمس كما يُرى من الأرض، لذا فإن غالبية (حوالي 60٪) من الكسوف المركزي تكون حلقية. يحدث الخسوف الكلي فقط عندما يكون القمر أقرب إلى الأرض من المتوسط (بالقرب من نقطة الحضيض ).
|                                    | القمر                          | القمر                          | شمس                             | شمس                             |
| في الحضيض (أقرب)                   | في الأوج (الأبعد)              | عند الحضيض (أقرب)              | في الأوج (الأبعد)               |                                 |
| ---------------------------------- | ------------------------------ | ------------------------------ | ------------------------------- | ------------------------------- |
| نصف قطرها                          | 1,737.10 كم (1,079.38 ميل)     | 1,737.10 كم (1,079.38 ميل)     | 696,000 كم (432,000 ميل)        | 696,000 كم (432,000 ميل)        |
| مسافة                              | 363104 كم (225.622 ميل)        | 405.696 كم (252,088 ميل)       | 147,098,070 كم (91,402,500 ميل) | 152,097,700 كم (94,509,100 ميل) |
| القطرالزاوي                        | 33 قدمًا و 30 بوصة(0.5583 درجة) | 29 قدمًا و 26 بوصة(0.4905 درجة) | 32 قدمًا و 42 بوصة(0.5450 درجة)  | 31 قدمًا و 36 بوصة(0.5267 درجة)  |
| الحجم الظاهري للمقياس              |                                |                                |                                 |                                 |
| النظام عن طريق تقليل الحجم الظاهري | الأول                          | الرابعة                        | الثاني                          | الثالث                          |

يدور القمر حول الأرض في حوالي 27.3 يومًا، نسبة إلى إطار مرجعي ثابت . يُعرف هذا بالشهر فلكي . ومع ذلك، خلال شهر فلكي واحد، تدور الأرض بشكل جزئي حول الشمس، مما يجعل متوسط الوقت بين قمر جديد والشهر التالي أطول من الشهر الفلكي: حوالي 29.5 يومًا. يُعرف هذا بالشهر المجمعي ويتوافق مع ما يُعرف عمومًا بالشهر القمري .
يعبر القمر من الجنوب إلى الشمال من مسير الشمس في العقدة الصاعدة، والعكس بالعكس عند عقدة الهبوط. ومع ذلك، فإن عقد مدار القمر تتحرك تدريجيًا في حركة رجعية، بسبب تأثير جاذبية الشمس على حركة القمر، وتقوم بدائرة كاملة كل 18.6 سنة. يعني هذا الانحدار أن الوقت بين كل مرور للقمر عبر العقدة الصاعدة أقصر قليلاً من الشهر الفلكي. وتسمى هذه الفترة nodical أو الشهر draconic .
أخيرًا، يتحرك مدار القمر للأمام أو يتقدم في مداره ويقوم بدائرة كاملة في 8.85 سنة. الوقت بين نقطة واحدة والمدار الذي يليه أطول قليلاً من الشهر القمري ويعرف بالشهر غير الطبيعي .
يتقاطع مدار القمر مع مسار الشمس عند العقدتين اللتين تفصل بينهما 180 درجة. لذلك، يحدث القمر الجديد بالقرب من العقد في فترتين من السنة تفصل بينهما ستة أشهر (173.3 يومًا) ، والمعروفة باسم مواسم الكسوف، وسيكون هناك دائمًا كسوف واحد على الأقل للشمس خلال هذه الفترات. أحيانًا يكون القمر الجديد قريبًا بدرجة كافية من عقدة خلال شهرين متتاليين ليحجب الشمس في كلتا المناسبتين في خسوفين جزئيين. هذا يعني أنه في أي عام، سيكون هناك دائمًا خسوفان على الأقل للشمس، ويمكن أن يكون هناك ما يصل إلى خمسة.
يمكن أن يحدث الكسوف فقط عندما تكون الشمس في حدود 15 إلى 18 درجة من العقدة (10 إلى 12 درجة للكسوف المركزي). يشار إلى هذا على أنه حد الكسوف، ويرد في نطاقات لأن الأحجام والسرعات الظاهرة للشمس والقمر تختلف على مدار العام. في الوقت الذي يستغرقه القمر للعودة إلى عقدة (شهر دراكوني) ، تحرك الموقع الظاهر للشمس حوالي 29 درجة، نسبة إلى العقد.  نظرًا لأن حد الخسوف يخلق نافذة فرصة تصل إلى 36 درجة (24 درجة للكسوف المركزي) ، فمن الممكن حدوث كسوف جزئي (أو نادرًا خسوف جزئي أو مركزي) في شهور متتالية.

### مسار
أثناء الخسوف المركزي، يتحرك ظل القمر (أو أنتومبرا، في حالة حدوث كسوف حلقي) بسرعة من الغرب إلى الشرق عبر الأرض. تدور الأرض أيضًا من الغرب إلى الشرق، عند حوالي 28 كم / دقيقة عند خط الاستواء، ولكن نظرًا لأن القمر يتحرك في نفس اتجاه دوران الأرض عند حوالي 61 كم / دقيقة، يبدو أن الظل دائمًا يتحرك في اتجاه الغرب والشرق تقريبًا عبر خريطة الأرض بسرعة سرعة القمر المدارية مطروحًا منها سرعة دوران الأرض.  يمكن أن تحدث استثناءات نادرة في المناطق القطبية حيث قد يمر المسار فوق القطب أو بالقرب منه، كما في عام 2021 في 10 يونيو و 4 ديسمبر .
يختلف عرض مسار الكسوف المركزي وفقًا للأقطار الظاهرية النسبية للشمس والقمر. في أفضل الظروف، عندما يحدث كسوف كلي بالقرب من نقطة الحضيض، يمكن أن يصل عرض المسار إلى 267 كم (166 ميل) وقد تكون المدة الإجمالية أكثر من 7 دقائق.  خارج المسار المركزي، شوهد كسوف جزئي على مساحة أكبر بكثير من الأرض. عادة، يكون عرض الظل من 100-160 كم، في حين أن قطر القمر يزيد عن 6400 كم.
تُستخدم عناصر Besselian للتنبؤ بما إذا كان الكسوف سيكون جزئيًا أو حلقيًا أو كليًا (أو حلقيًا / كليًا) ، وما هي ظروف الكسوف في أي مكان معين.  يمكن أن تحدد الحسابات باستخدام عناصر Besselian الشكل الدقيق لظل ظل الظل على سطح الأرض. ولكن عند أيخطوط طول على سطح الأرض سيسقط الظل، هو دالة لدوران الأرض، ومدى تباطؤ هذا الدوران بمرور الوقت. رقم يسمى (ΔT ) ضبط الوقت يستخدم في التنبؤ بالكسوف لأخذ هذا التباطؤ في الاعتبار. مع تباطؤ الأرض، تزداد ΔT. لا يمكن تقدير ΔT للتواريخ في المستقبل إلا تقريبًا لأن دوران الأرض يتباطأ بشكل غير منتظم. هذا يعني أنه على الرغم من أنه من الممكن التنبؤ بأنه سيكون هناك كسوف كلي في تاريخ معين في المستقبل البعيد، فإنه من غير الممكن التنبؤ في المستقبل البعيد بالضبط عند أي خطوط طول سيكون هذا الكسوف كليًا. تسمح السجلات التاريخية للكسوف بتقديرات للقيم السابقة لـ ΔT وهكذا لدوران الأرض.

### المدة الزمنية
تحدد العوامل التالية مدة الكسوف الكلي للشمس (بترتيب تناقص الأهمية):
1. يكون القمر في المدار تمامًا تقريبًا (مما يجعل قطره الزاوي أكبر ما يمكن).
2. تكون الأرض قريبة جدًا من الأوج (الأبعد عن الشمس في مدارها الإهليلجي، مما يجعل قطرها الزاوي صغيرًا قدر الإمكان).
3. تكون نقطة المنتصف للكسوف قريبة جدًا من خط استواء الأرض، حيث تكون سرعة الدوران أكبر.
4. متجه مسار الكسوف عند منتصف الخسوف يتماشى مع متجه دوران الأرض (أي ليس قطريًا ولكن شرقًا).
5. نقطة المنتصف للكسوف بالقرب من النقطة الفرعية(جزء الأرض الأقرب للشمس).

أطول خسوف تم حسابه حتى الآن هو خسوف 16 يوليو 2186 (لمدة أقصاها 7 دقائق و 29 ثانية فوق شمال غيانا).

## حدوث ودورات
المقال الرئيسي: دورة الكسوف

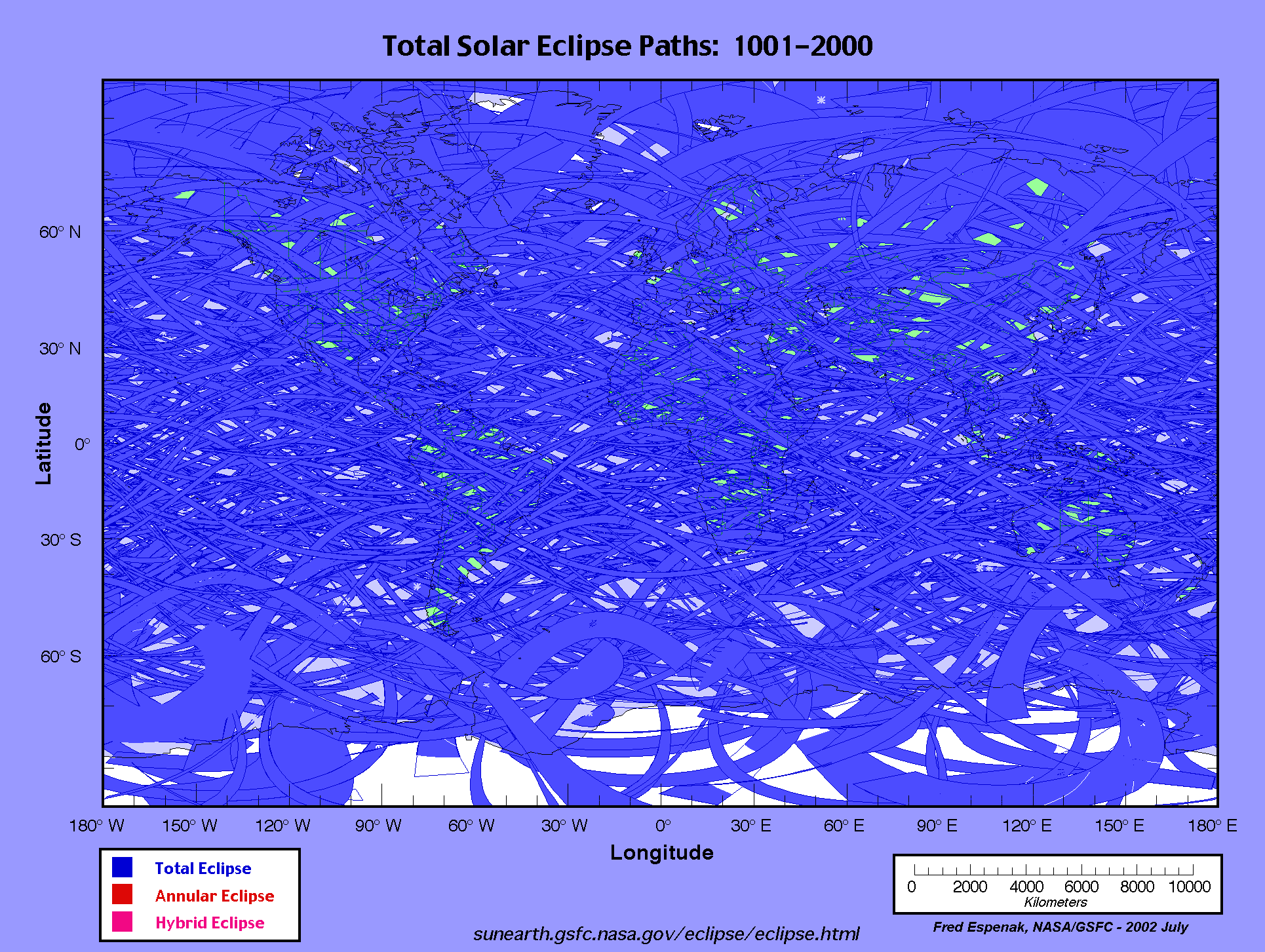
إجمالي مسارات الكسوف الشمسي: 1001-2000 ، مما يدل على أن الكسوف الكلي للشمس يحدث في كل مكان تقريبًا على الأرض. تم دمج هذه الصورة من 50 صورة منفصلة من وكالة ناسا.

إجمالي كسوف الشمس هي أحداث نادرة. على الرغم من حدوثها في مكان ما على الأرض كل 18 شهرًا في المتوسط ،  فمن المقدر أنها تتكرر في أي مكان معين مرة واحدة فقط كل 360 إلى 410 سنوات، في المتوسط.  يستمر الخسوف الكلي لبضع دقائق فقط كحد أقصى في أي مكان، لأن ظل القمر يتحرك شرقًا بسرعة تزيد عن 1700 كم / ساعة.  لا يمكن أن تدوم الكلية أكثر من 7 دقائق و 32 ثانية. تتغير هذه القيمة على مدى آلاف السنين وتتناقص حاليًا. بحلول الألفية الثامنة، سيكون أطول كسوف كلي ممكن نظريًا أقل من 7 دقائق و 2 ثانية.  آخر مرة حدث فيها خسوف أطول من 7 دقائق كانت 30 يونيو 1973 (7 دقائق و 3 ثوانٍ). مراقبون على متن طائرة كونكوردتمكنت الطائرات الأسرع من الصوت من تمديد مجمل هذا الكسوف إلى حوالي 74 دقيقة من خلال الطيران على طول مسار ظل القمر.  لن يحدث الخسوف الكلي التالي الذي يتجاوز سبع دقائق حتى 25 يونيو 2150 . أطول كسوف كلي للشمس خلال فترة 11000 سنة من 3000 قبل الميلاد إلى 8000 م على الأقل سيحدث في 16 يوليو 2186 ، عندما سيستمر المجموع 7 دقائق و 29 ثانية. للمقارنة، حدث أطول كسوف كلي في القرن العشرين عند 7 دقائق و 8 ثوانٍ في 20 يونيو 1955 ، ولم يكن هناك كسوف كلي للشمس على مدى 7 دقائق في القرن الحادي والعشرين.
من الممكن التنبؤ بالكسوف الآخر باستخدام دورات الكسوف. و خسوف وربما كان أشهرها واحدة من أكثر دقة. يستمر ساروس 6585.3 يومًا (ما يزيد قليلاً عن 18 عامًا) ، مما يعني أنه بعد هذه الفترة، سيحدث كسوف مماثل تقريبًا. سيكون الاختلاف الأكثر وضوحًا هو التحول نحو الغرب بمقدار 120 درجة تقريبًا في خط الطول (بسبب 0.3 يومًا) وقليلًا في خط العرض (الشمال والجنوب للدورات ذات الأرقام الفردية، والعكس بالنسبة للدورات ذات الأرقام الزوجية). تبدأ سلسلة ساروس دائمًا بخسوف جزئي بالقرب من إحدى المناطق القطبية للأرض، ثم تنتقل عبر الكرة الأرضية عبر سلسلة من الكسوف الحلقي أو الكلي، وتنتهي بخسوف جزئي في المنطقة القطبية المعاكسة. تستمر سلسلة saros من 1226 إلى 1550 عامًا و 69 إلى 87 خسوفًا، مع وجود حوالي 40 إلى 60 منها في الوسط.

### التردد في السنة
يحدث ما بين خسوفين وخمسة كسوف شمسي كل عام، مع حدوث كسوف واحد على الأقل لكل موسم كسوف . منذ وضع التقويم الميلادي في عام 1582 ، كانت السنوات التي شهدت خمس كسوف للشمس هي 1693 و 1758 و 1805 و 1823 و 1870 و 1935. سيكون التكرار التالي هو 2206.  في المتوسط ، هناك حوالي 240 كسوفًا للشمس لكل منها مئة عام.
| 5 يناير      | 3 فبراير    | 30 يونيو    | 30 يوليو     | ديسمبر 25   |
| جزئي (جنوبي) | جزئي (شمال) | جزئي (شمال) | جزئي (جنوبي) | حلقي (جنوب) |
| ------------ | ----------- | ----------- | ------------ | ----------- |
| ساروس 111    | ساروس 149   | ساروس 116   | ساروس 154    | ساروس 121   |

### المجموع النهائي
يُرى الكسوف الكلي للشمس على الأرض بسبب مجموعة مصادفة من الظروف. حتى على الأرض، فإن تنوع الكسوف المألوف لدى الناس اليوم هو ظاهرة مؤقتة (على مقياس زمني جيولوجي). مئات الملايين من السنين في الماضي، كان القمر أقرب إلى الأرض وبالتالي يبدو أكبر، لذلك كان كل كسوف للشمس كليًا أو جزئيًا، ولم يكن هناك خسوف حلقي. بسبب تسارع المد والجزر، يصبح مدار القمر حول الأرض أكثر بعدًا بحوالي 3.8 سم كل عام. ملايين السنين في المستقبل، سيكون القمر بعيدًا جدًا عن حجب الشمس بالكامل، ولن يحدث خسوف كلي. في نفس الإطار الزمني، قد تصبح الشمس أكثر إشراقًا، مما يجعلها تبدو أكبر في الحجم. تتراوح تقديرات الوقت الذي لن يكون فيه القمر قادرًا على حجب الشمس بأكملها عند مشاهدته من الأرض بين 650 مليون   و 1.4 مليار سنة في المستقبل.

## خسوف تاريخي

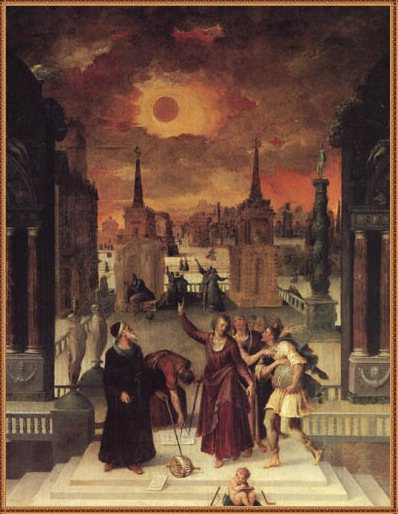
علماء الفلك يدرسون كسوفًا رسمه أنطوان كارون عام 1571

الخسوف التاريخي هو مصدر قيم للغاية للمؤرخين، من حيث أنه يسمح بتأريخ عدد قليل من الأحداث التاريخية بدقة، والتي يمكن من خلالها استنتاج التواريخ الأخرى والتقويمات القديمة.  وهناك كسوف للشمس في 15 يونيو، 763 BC المذكورة في الآشوري نص مهم للتسلسل الزمني للشرق الأدنى القديم .  هناك ادعاءات أخرى حتى الآن عن حالات خسوف سابقة. في سفر يشوع 10:13 يصف حدث أن مجموعة من جامعة كامبردج العلماء وخلصت إلى أن يكون كسوف حلقي للشمس التي وقعت في 30 أكتوبر 1207 قبل الميلاد. الملك الصيني تشونغ كانغ من المفترض أن يقطع رأس اثنين من علماء الفلك، Hsi و Ho ، الذين فشلوا في التنبؤ بالكسوف قبل 4000 عام  ربما كان الادعاء الأقدم الذي لم يتم إثباته بعد هو ادعاء عالم الآثار بروس ماس، الذي يربط بشكل مفترض بين كسوف حدث في 10 مايو 2807 قبل الميلاد مع تأثير نيزك محتمل في المحيط الهندي على أساس العديد من أساطير الفيضانات القديمة التي تذكر الكسوف الكلي للشمس.

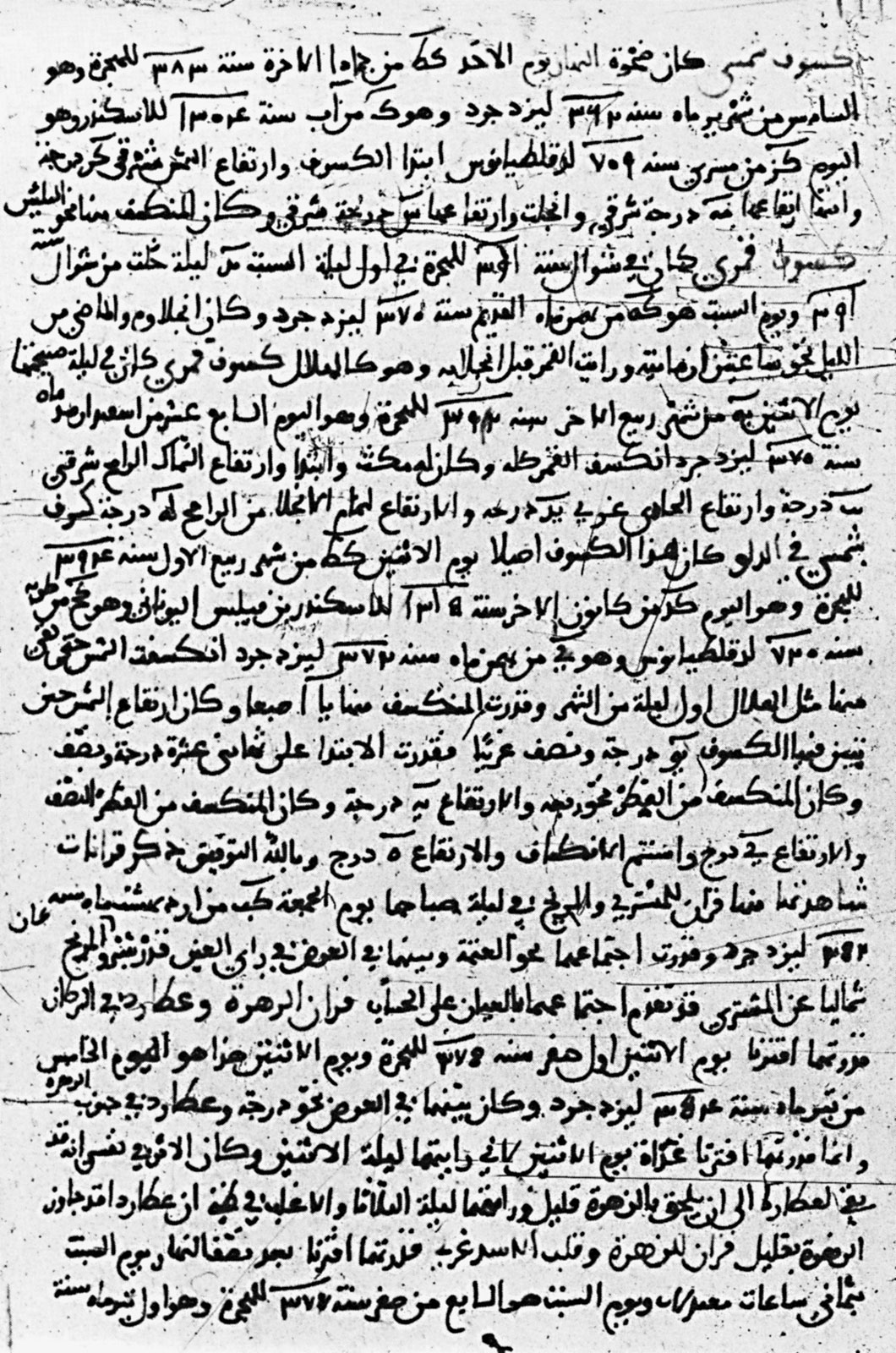
سجلات خسوف الشمس لعامي 993 و 1004 بالإضافة إلى خسوف القمر لعام 1001 و 1002 لابن يونس من القاهرة (حوالي 1005).

تم تفسير الكسوف على أنه نذير.  المؤرخ اليوناني القديم هيرودوت كتب أن طاليس من ميليتس توقع الكسوف التي وقعت خلال معركة بين الميديين ويديانس .ألقى الجانبان أسلحتهما وأعلنا السلام نتيجة الكسوف. لا يزال الخسوف الذي ينطوي عليه الأمر غير مؤكد، على الرغم من أن هذه المسألة تمت دراستها من قبل مئات من السلطات القديمة والحديثة. حدث مرشح محتمل في 28 مايو 585 قبل الميلاد، ربما بالقرب من نهر قيزيل ارماك في آسيا الصغرى . سجله هيرودوت كسوفًا قبل مغادرة زركسيس لرحلته الاستكشافية ضد اليونان،  والتي يرجع تاريخها تقليديًا إلى 480 قبل الميلاد، وقد قابله جون راسل هند كسوف حلقي للشمس في ساردس في 17 فبراير 478 قبل الميلاد.  بدلاً من ذلك، كان هناك كسوف جزئي مرئي من بلاد فارس في 2 أكتوبر 480 قبل الميلاد. هيرودوت أيضًا حدوث كسوف للشمس في أسبرطة أثناء الغزو الفارسي الثاني لليونان . تاريخ الخسوف (1 أغسطس، 477 قبل الميلاد) لا يتطابق تمامًا مع التواريخ التقليدية للغزو التي قبلها المؤرخون.
تبدأ السجلات الصينية للكسوف حوالي 720 قبل الميلاد. وصف عالم الفلك شي شن من القرن الرابع قبل الميلاد التنبؤ بالكسوف باستخدام المواقع النسبية للقمر والشمس.
بذلت محاولات لتحديد التاريخ الدقيق ليوم الجمعة العظيمة بافتراض أن الظلام الموصوف عند صلب المسيح كان كسوف للشمس. لم يسفر هذا البحث عن نتائج قاطعة، وتم تسجيل الجمعة العظيمة على أنها في عيد الفصح، الذي يقام في وقت اكتمال القمر. علاوة على ذلك، استمر الظلام من الساعة السادسة إلى التاسعة ، أو ثلاث ساعات ، وهي أطول بكثير من الحد الأقصى البالغ ثماني دقائق لأي كسوف شمسي. في النصف الغربي من الكرة الأرضية ، هناك عدد قليل من السجلات الموثوقة للخسوف قبل عام 800 بعد الميلاد ، حتى ظهور الملاحظات العربية والرهبانية في أوائل فترة العصور الوسطى.  فلكي القاهرة ابن يونس كتب أن حساب الكسوف كان أحد الأشياء العديدة التي تربط علم الفلك بالشريعة الإسلامية ، لأنه يسمح بمعرفة متى يمكن إقامة صلاة خاصة .  تم إجراء أول ملاحظة مسجلة للإكليل في القسطنطينية عام 968.
تم إجراء أول ملاحظة تلسكوبية معروفة للكسوف الكلي للشمس في فرنسا عام 1706.  وبعد تسع سنوات ، توقع عالم الفلك الإنجليزي إدموند هالي بدقة حدوث كسوف الشمس في 3 مايو 1715 ولاحظه . بحلول منتصف القرن التاسع عشر ، كان الفهم العلمي للشمس يتحسن من خلال ملاحظات هالة الشمس أثناء كسوف الشمس. تم التعرف على الهالة كجزء من الغلاف الجوي للشمس في عام 1842 ، والتقطت أول صورة (أو نمط داجيروتايب ) للكسوف الكلي للكسوف الشمسي في 28 يوليو 1851 .  تم إجراء ملاحظات مطيافية لـكسوف الشمس في 18 أغسطس 1868 ، والذي ساعد في تحديد التركيب الكيميائي للشمس.

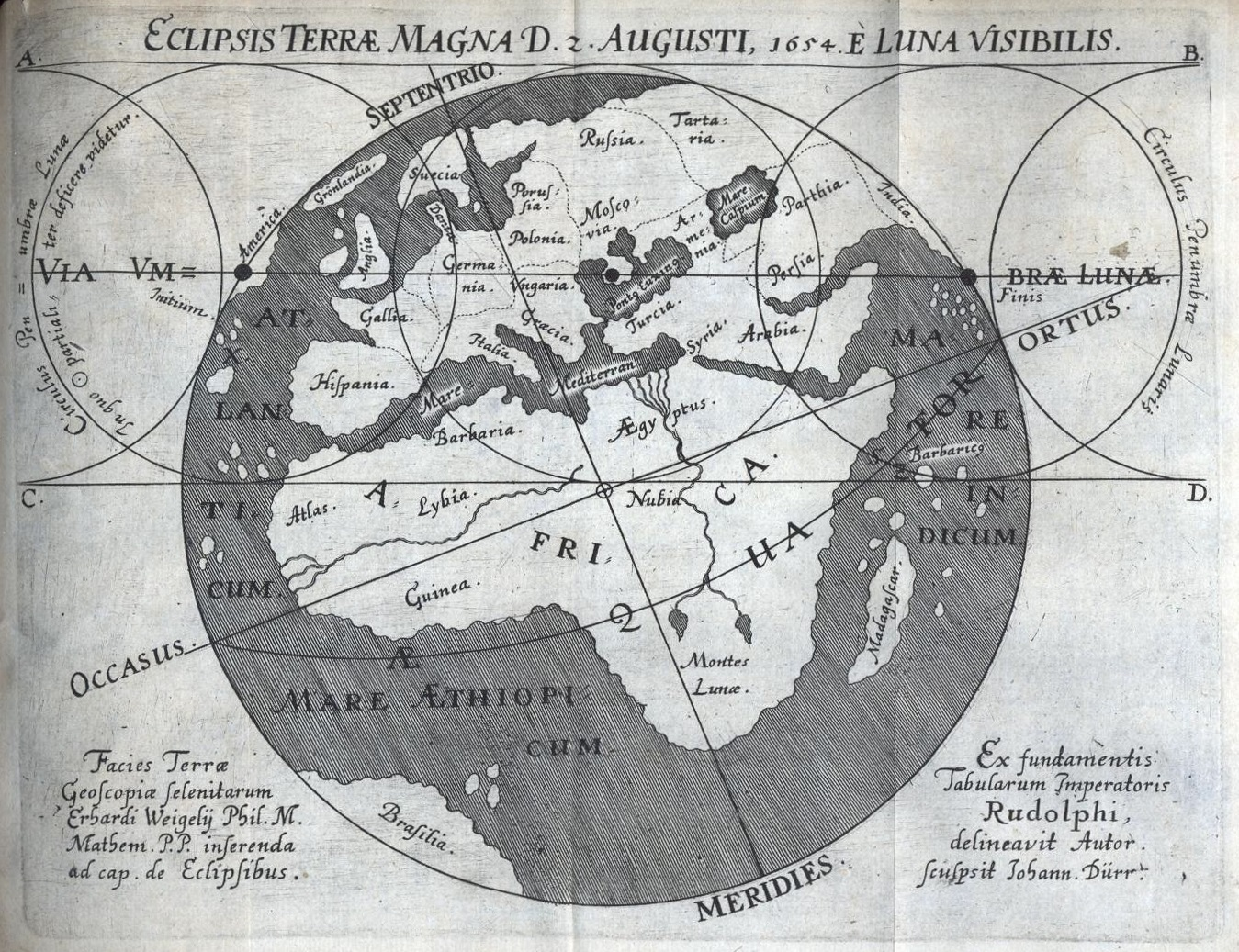
Erhard Weigel ، المسار المتوقع لظل القمر في 12 أغسطس 1654 (OS 2 أغسطس)

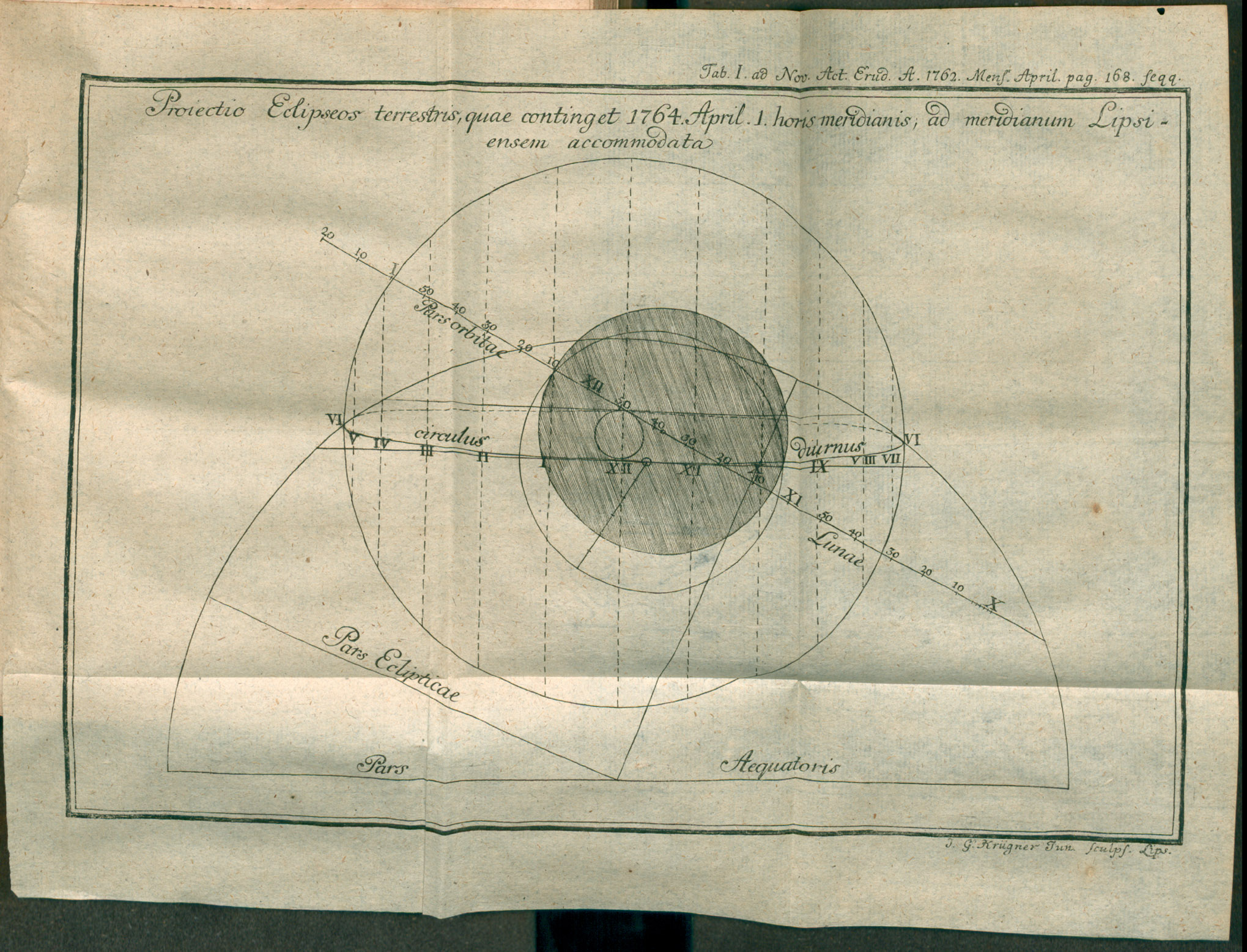
رسم توضيحي من De magna eclipsi solari ، quae طراز anno 1764 المنشور في Acta Eruditorum ، 1762

لخص جون فيسك الأساطير حول كسوف الشمس مثل هذا في كتابه عام 1872 Myth and Myth-Makers ،
أسطورة هرقل وكاكوس ، الفكرة الأساسية هي انتصار إله الشمس على السارق الذي يسرق الضوء. الآن ما إذا كان السارق ينقل الضوء في المساء عندما تنام إندرا ، أو يرفع بجرأة شكله الأسود ضد السماء خلال النهار ، مما يتسبب في انتشار الظلام على الأرض ، لن يحدث فرقًا يذكر لصانعي الأسطورة. بالنسبة للدجاجة ، فإن كسوف الشمس هو نفس سقوط الليل ، ويذهب ليجثم وفقًا لذلك. فلماذا إذن يميز المفكر البدائي بين ظلمة السماء التي تسببها الغيوم السوداء وتلك التي تسببها دوران الأرض؟ لم يكن لديه تصور عن التفسير العلمي لهذه الظواهر أكثر مما لدى الدجاجة للتفسير العلمي للكسوف. بالنسبة له كان يكفي أن يعرف أن الإشعاع الشمسي قد سُرق. 

## المعاينة
النظر مباشرة في ضوئية من الشمس (قرص الشمس المشرقه نفسها)، حتى لبضع ثوان، يمكن أن يسبب دائما لضرر إلى شبكية العين ، بسبب الإشعاع المرئي وغير المرئي الشديد أن تنبعث الضوئي. يمكن أن يؤدي هذا الضرر إلى ضعف البصر ، بما في ذلك العمى . شبكية العين ليس لديها حساسية للألم ، وقد لا تظهر آثار تلف الشبكية لساعات ، لذلك لا يوجد تحذير بحدوث إصابة.
في ظل الظروف العادية ، تكون الشمس ساطعة للغاية بحيث يصعب التحديق بها مباشرة. ومع ذلك ، أثناء الكسوف ، مع تغطية الكثير من الشمس ، يكون التحديق فيها أسهل وأكثر إغراءً. إن النظر إلى الشمس أثناء الكسوف أمر خطير مثل النظر إليها خارج الكسوف ، إلا خلال فترة وجيزة من الكلي ، عندما يكون قرص الشمس مغطى بالكامل (يحدث ذلك فقط أثناء الكسوف الكلي وفقط لفترة وجيزة جدًا ؛ لا يحدث خلال الكسوف الجزئي أو الحلقي). يعد عرض قرص الشمس من خلال أي نوع من أنواع المساعدة البصرية (منظار أو تلسكوب أو حتى عدسة الكاميرا الضوئية) أمرًا خطيرًا للغاية ويمكن أن يتسبب في تلف العين بشكل لا يمكن إصلاحه في غضون جزء من الثانية.

### الكسوف الجزئي والحلقية

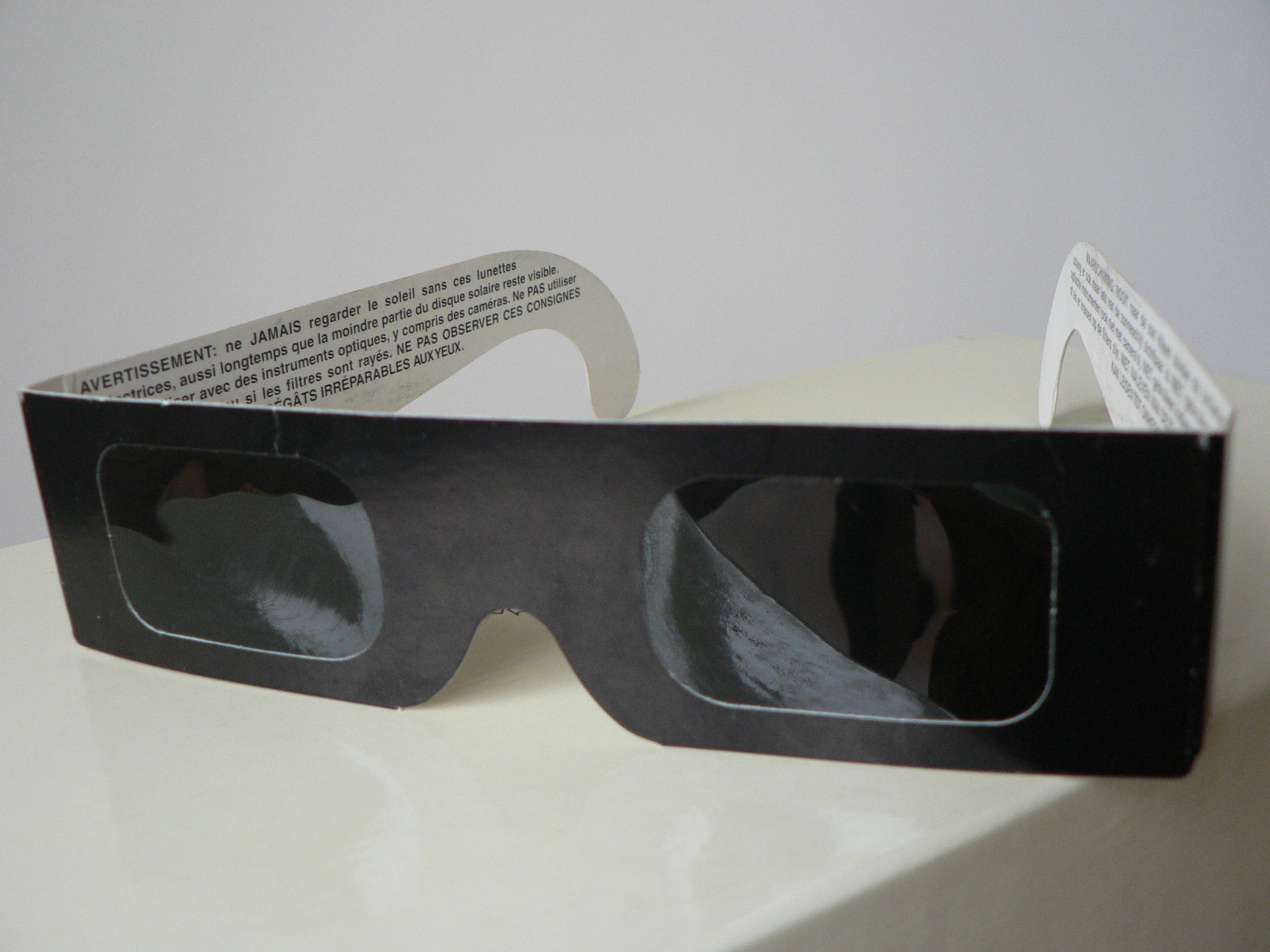
تقوم نظارات الكسوف بتصفية الإشعاع الضار للعين ، مما يسمح بالمشاهدة المباشرة للشمس خلال جميع مراحل الكسوف الجزئي ؛ لا يتم استخدامها أثناء الكلي ، عندما يتم كسوف الشمس تمامًا.

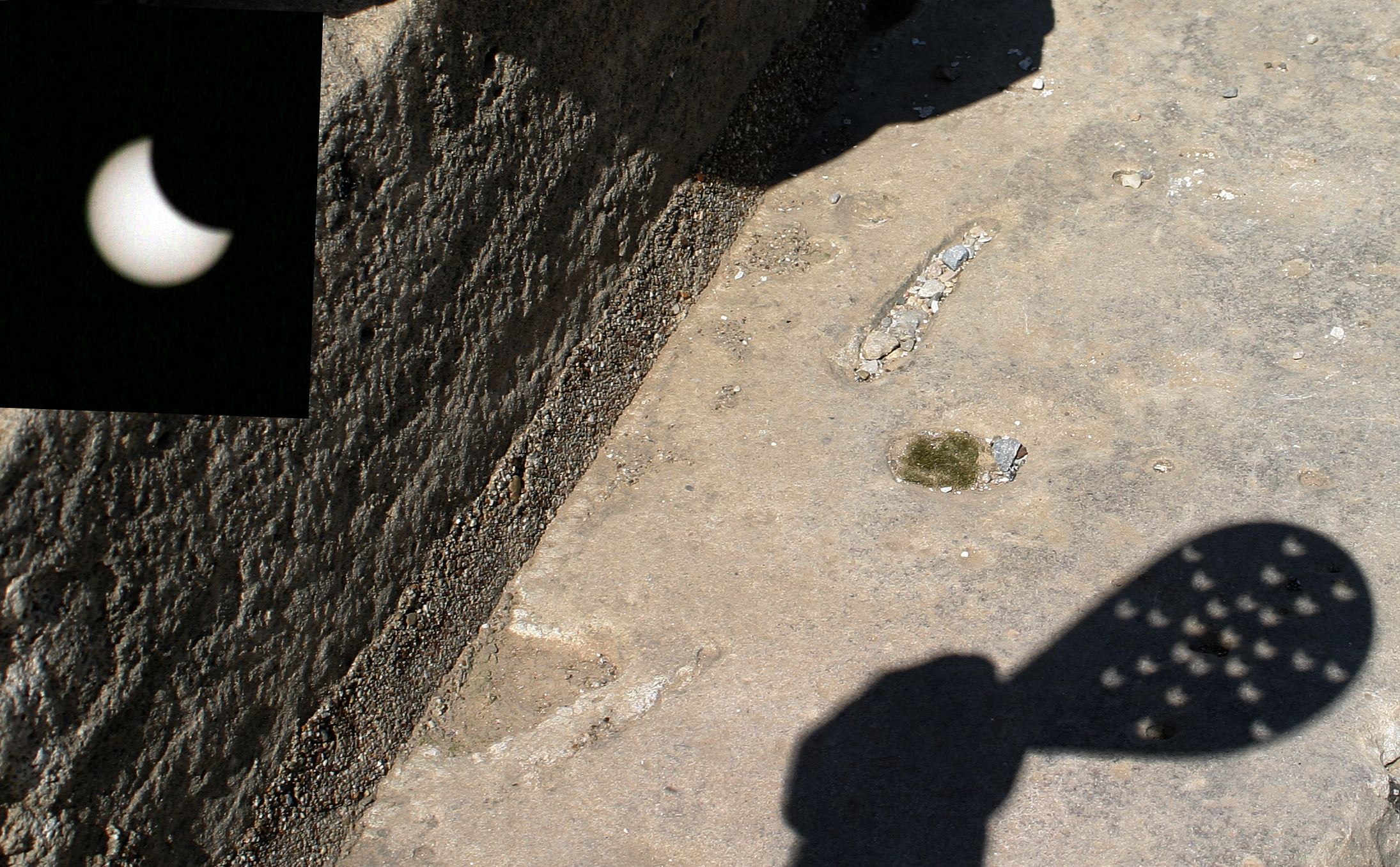
طريقة إسقاط الثقب لرصد كسوف الشمس الجزئي. الإدخال (أعلى اليسار): الشمس المنكسرة جزئيًا مصورة بفلتر شمسي أبيض. الصورة الرئيسية: إسقاطات الشمس الكسوف جزئيًا (أسفل اليمين).

يتطلب مشاهدة الشمس أثناء الكسوف الجزئي والحلقية (وأثناء الكسوف الكلي خارج الفترة القصيرة الكلية) حماية خاصة للعين ، أو طرق مشاهدة غير مباشرة إذا كان لابد من تجنب تلف العين. يمكن رؤية قرص الشمس باستخدام الترشيح المناسب لمنع الجزء الضار من إشعاع الشمس. النظارات الشمسية لا تجعل مشاهدة الشمس آمنة. يجب استخدام المرشحات الشمسية المصممة بشكل صحيح والمعتمدة فقط للعرض المباشر لقرص الشمس. على وجه الخصوص ، يجب تجنب المرشحات ذاتية الصنع التي تستخدم أشياء شائعة مثل قرص مرن تمت إزالته من علبته ، أو قرص مضغوط ، أو فيلم شرائح أسود اللون ، أو زجاج ، وما إلى ذلك.
الطريقة الأكثر أمانًا لعرض قرص الشمس هي الإسقاط غير المباشر.  يمكن القيام بذلك عن طريق عرض صورة من القرص على قطعة بيضاء من الورق أو البطاقة باستخدام زوج من المناظير (مع تغطية إحدى العدسات) أو منظار أو قطعة أخرى من الورق المقوى بها ثقب صغير (قطرها حوالي 1 مم) ، وغالبًا ما تسمى الكاميرا ذات الثقب . يمكن بعد ذلك مشاهدة الصورة المسقطة للشمس بأمان ؛ يمكن استخدام هذه التقنية لمراقبة البقع الشمسية وكذلك الكسوف. ومع ذلك ، يجب توخي الحذر لضمان عدم نظر أي شخص من خلال جهاز العرض (تلسكوب ، ثقب ، إلخ) مباشرة.  عرض قرص الشمس على شاشة عرض فيديو (توفرها كاميرا فيديو أو كاميرا رقمية) آمن ، على الرغم من أن الكاميرا نفسها قد تتلف بسبب التعرض المباشر للشمس. محددات المنظر البصري المزود مع بعض الكاميرات الفيديو والكاميرات الرقمية ليست آمنة. إن تركيب زجاج اللحام رقم 14 بشكل آمن أمام العدسة ومنظار الرؤية يحمي الجهاز ويجعل المشاهدة ممكنة.  الصنعة المهنية ضرورية بسبب العواقب الوخيمة التي قد تترتب على أي ثغرات أو حوامل منفصلة. في مسار الكسوف الجزئي ، لن يتمكن المرء من رؤية الهالة أو سواد السماء شبه الكامل. ومع ذلك ، اعتمادًا على مقدار التعتيم على قرص الشمس ، قد يتم ملاحظة بعض اللون الداكن. إذا كانت ثلاثة أرباع أو أكثر من الشمس محجوبة ، فيمكن ملاحظة ذلك حيث يبدو من خلاله ضوء النهار خافتًا ، كما لو كانت السماء ملبدة بالغيوم ، ومع ذلك لا تزال الأشياء تلقي بظلالها الحادة.

### الكلية
كسوف الشمس في 21 أغسطس 2017

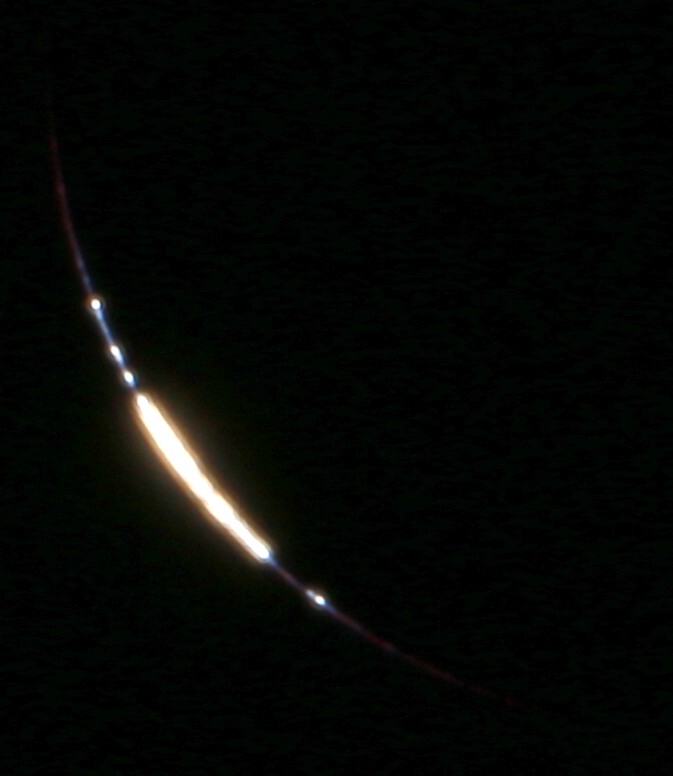
حبات بيلي ، ضوء الشمس مرئي عبر الوديان القمرية

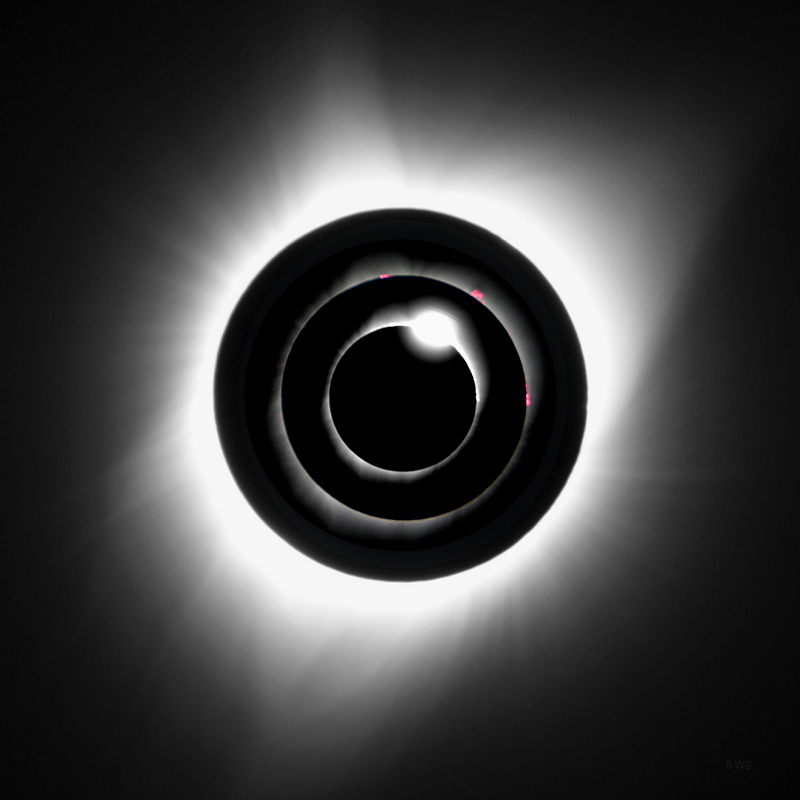
صورة مركبة مع الاكليل ، البروز ، وتأثير خاتم الماس

عندما يصبح الجزء المرئي المتقلص من الفوتوسفير صغيرًا جدًا ، ستحدث حبات Baily . تحدث هذه بسبب أشعة الشمس التي لا تزال قادرة على الوصول إلى الأرض من خلال الوديان القمرية. تبدأ الكلية بعد ذلك بتأثير الحلقة الماسية ، وهو آخر وميض لضوء الشمس الساطع.
من الآمن ملاحظة المرحلة الكلية للكسوف الشمسي مباشرة فقط عندما يكون الغلاف الضوئي للشمس مغطى بالكامل بالقمر ، وليس قبل أو بعد الكلي.  خلال هذه الفترة ، تكون الشمس قاتمة للغاية بحيث لا يمكن رؤيتها من خلال المرشحات. سيكون الإكليل الخافت للشمس مرئيًا ، ويمكن رؤية التروموسفير ، والبرز الشمسي ، وربما حتى التوهج الشمسي . في نهاية الكلية ، ستحدث نفس التأثيرات بترتيب عكسي وعلى الجانب الآخر من القمر.

### 1919 الملاحظات

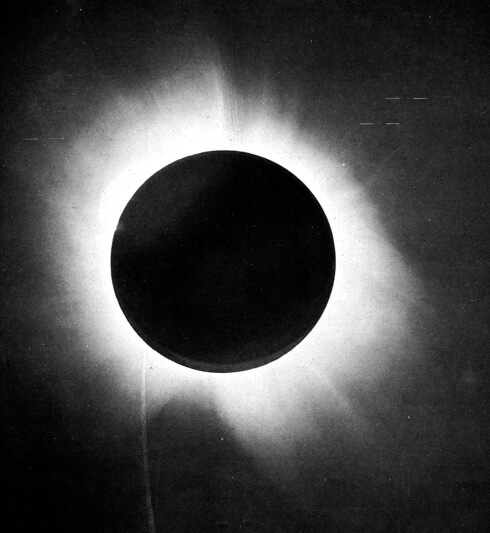
الصورة الأصلية لإدينجتون لكسوف عام 1919 ، والتي قدمت دليلاً على نظرية أينشتاين في النسبية العامة.

### إشراق الأرض

من الفضاء ، يظهر ظل القمر أثناء كسوف الشمس على شكل بقعة مظلمة تتحرك عبر الأرض.

### الأقمار الصناعية

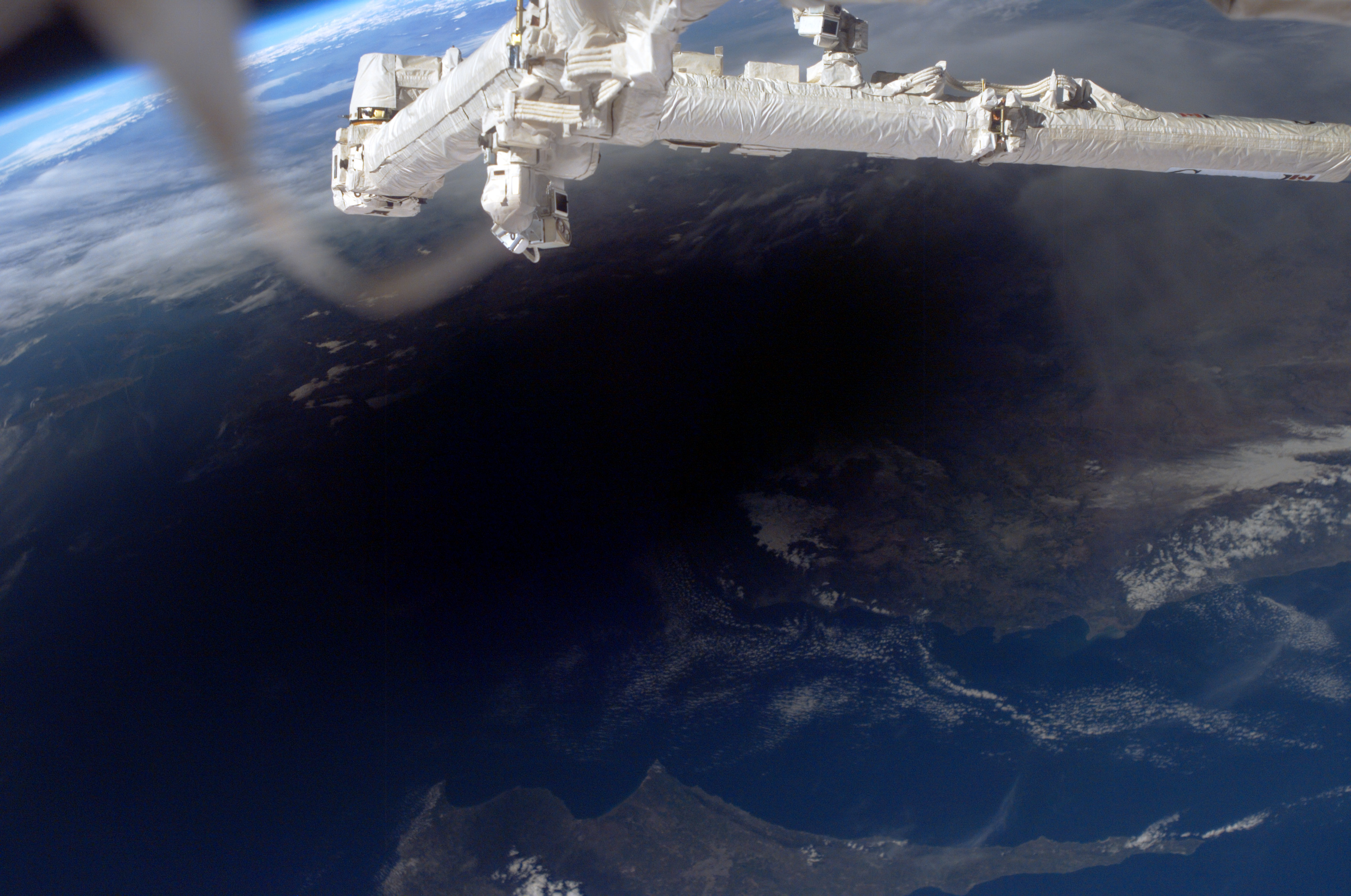
ظل القمر على تركيا و قبرص ، يتضح من محطة الفضاء الدولية خلال الكسوف الكلي للشمس 2006.

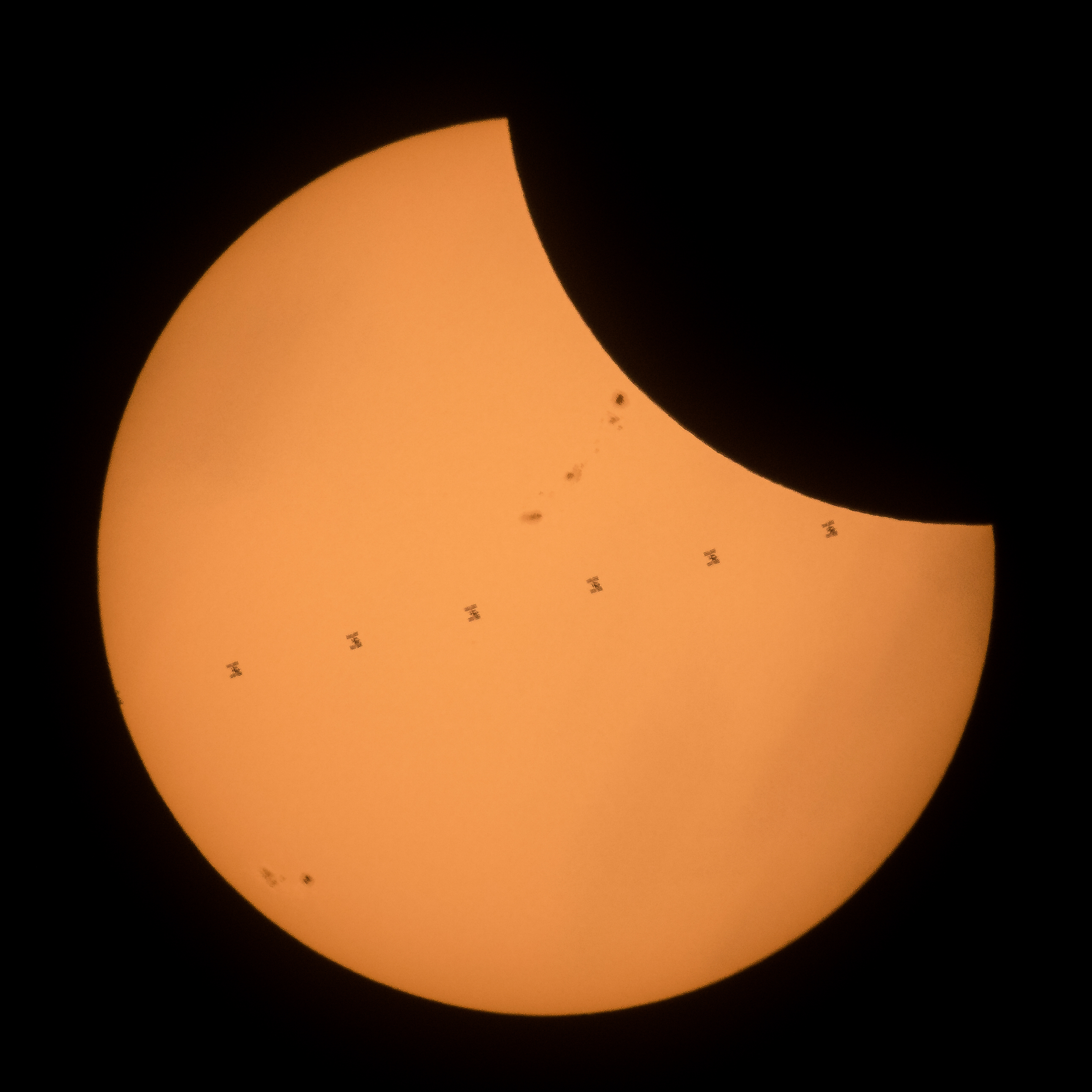
صورة مركبة تُظهر عبور الشمس عبر محطة الفضاء الدولية أثناء حدوث كسوف الشمس لعام 2017.

## الكسوف الشمسي الأخير والمرتقب

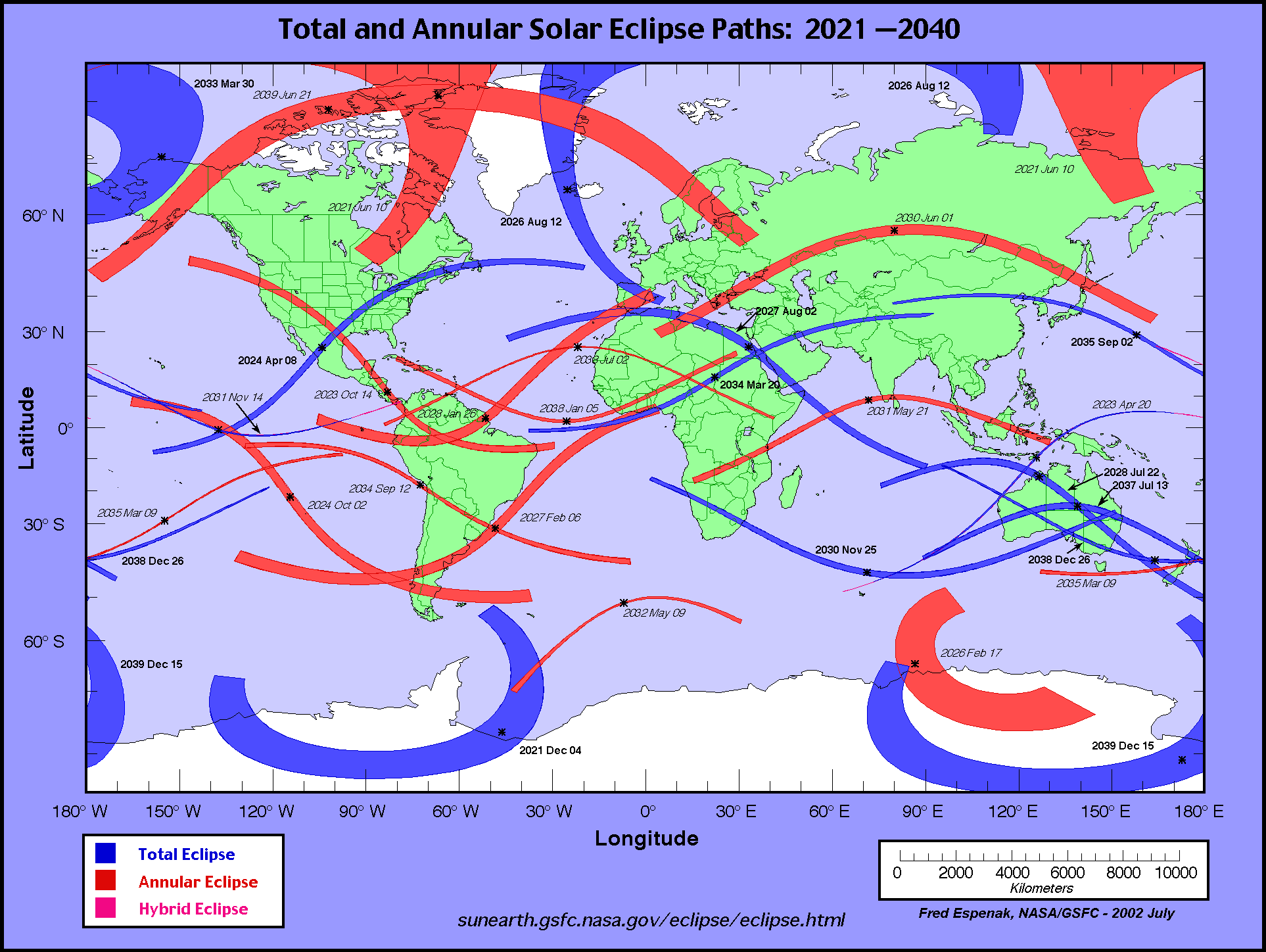
مسار الكسوف للكسوف الكلي والجزئي من 2021 إلى 2040.

### مطاردة الكسوف
تابعت مجموعة مخصصة من مطاردوا الكسوف مراقبة كسوف الشمس عندما يحدث حول الأرض .  يُعرف الشخص الذي يطارد الخسوف باسم umbraphile ، أي عاشق الظل. تسافر المظلات بحثًا عن الخسوف وتستخدم أدوات مختلفة للمساعدة في مشاهدة الشمس بما في ذلك نظارات الرؤية الشمسية ، والمعروفة أيضًا باسم نظارات الكسوف ، وكذلك التلسكوبات.

### التصوير

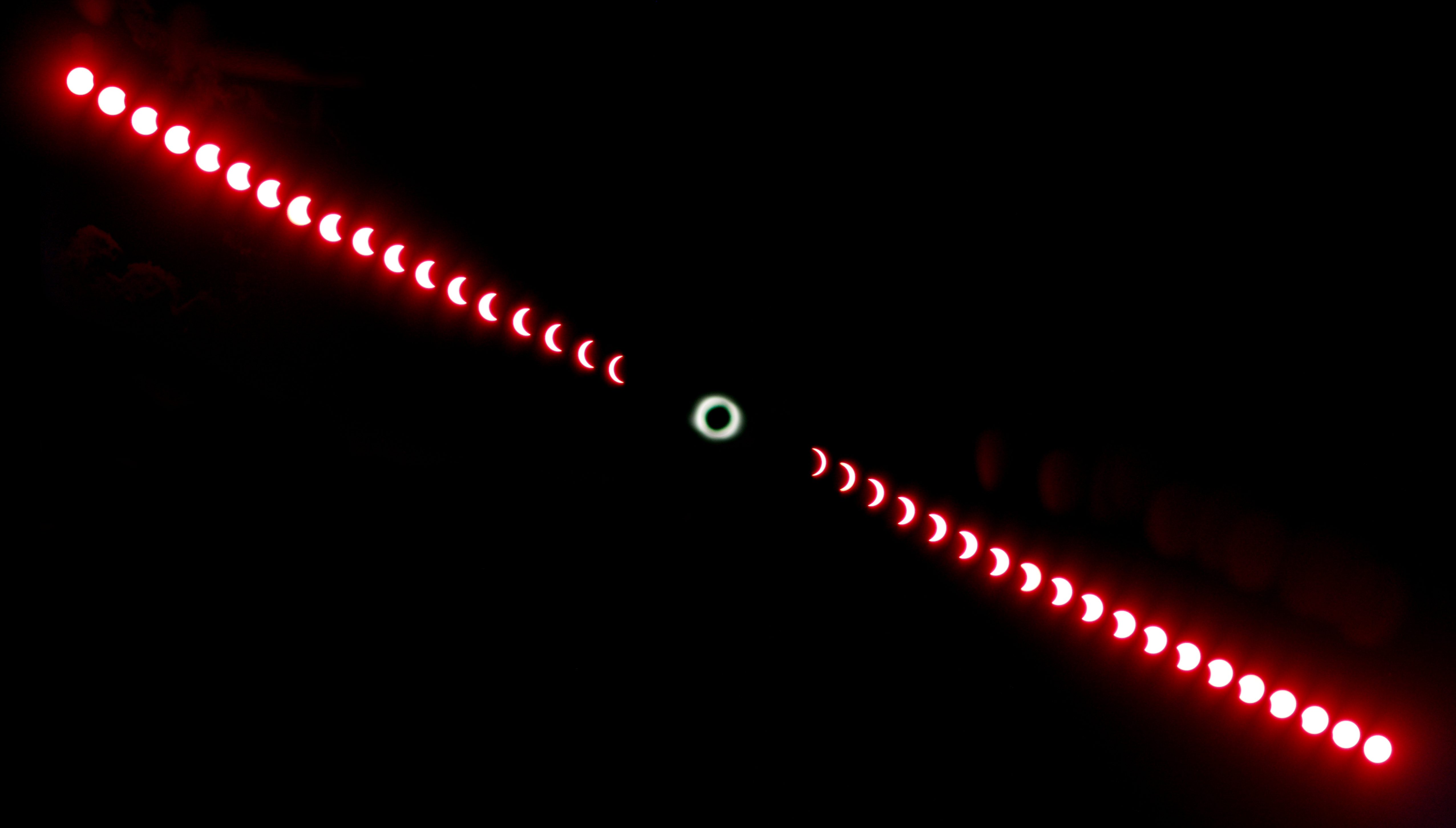
تطور كسوف الشمس في 1 أغسطس 2008 فينوفوسيبيرسك ، روسيا. جميع الأوقات UTC (التوقيت المحلي كان UTC + 7). الفترة الزمنية بين اللقطات ثلاث دقائق.

يمكن تصوير الكسوف باستخدام معدات التصوير الشائعة إلى حد ما. من أجل أن يكون قرص الشمس / القمر مرئيًا بسهولة ، هناك حاجة إلى عدسة ذات تركيز طويل ومكبرة عالية نسبيًا (200 مم على الأقل لكاميرا 35 مم) ، ولكي يملأ القرص معظم الإطار ، عدسة أطول مطلوب (أكثر من 500 مم). كما هو الحال مع عرض الشمس مباشرة ، يمكن أن يؤدي النظر إليها من خلال عدسة الكاميرا البصرية إلى تلف شبكية العين ، لذلك يوصى بالحذر.  فلاتر الطاقة الشمسية مطلوبة للتصوير الرقمي حتى في حالة عدم استخدام محدد المنظر البصري. يعد استخدام ميزة المنظر المباشر للكاميرا أو محدد المناظر الإلكتروني آمنًا للعين البشرية ، ولكن يمكن لأشعة الشمس أن تلحق الضرر بمستشعرات الصور الرقمية بشكل لا يمكن إصلاحه ما لم تكن العدسة مغطاة بفلتر شمسي مصمم بشكل صحيح.